# Brovallvålen
Brovallvålen är ett naturreservat i Härjedalens kommun i Jämtlands län.
Området är naturskyddat sedan 2003 och är 3 399 hektar stort. Reservatet omfattar en dalgång med omgivande fjäll som är bevuxen med blandbarrskog. 